# 詹姆士·羅林斯
詹姆士·羅林斯（英語：James Rollins，1961年8月20日—）是美國暢銷小說作家詹姆士·保羅·查考斯基（James Paul Czajkowski ）的筆名。詹姆士原本是一名獸醫及潛水員，經歷多年的寫作，他在千禧年後推出西格瑪中隊系列，令他成為紐約時報排行榜的常客，自此更專心於寫作。至2011年，詹姆士西格瑪中隊系列已經推出六本，華文翻譯本包括聖骨拼圖及黑色密令等。除西格瑪中隊系列外，他亦曾替奪寶奇兵之水晶骷髏國撰寫電影小說，又以詹姆士·克里蒙（James Clemens）的筆名寫奇幻小說，獨立故事小說最新則有伊甸園的祭壇。